# Nicole Brisch
Nicole Maria Brisch (* 1968 in Berlin) ist eine deutsche Altorientalistin.

## Leben
Sie studierte Vorderasiatische Archäologie, Altorientalistik und Frühgeschichte des Vorderen Orients an der FU Berlin (MA 1996). 2003 promovierte sie an der University of Michigan. Sie lehrte an der Cornell University, Ithaca, New York, der University of Chicago, Illinois und der University of Cambridge. Sie war seit 2013 Associate Professor für Assyriologie an der Universität Kopenhagen. Seit dem Sommersemester 2023 ist sie Professorin (W3) für Assyriologie an der Universität Hamburg.

## Schriften (Auswahl)
- Tradition and the poetics of innovation. Sumerian court literature of the Larsa dynasty (c. 2003–1763 BCE). Münster 2007, ISBN 978-3-934628-91-5.
- mit Fumi Karahashi (Hrsg.): Women and religion in the ancient Near East and Asia. Berlin 2023, ISBN 978-1-5015-1861-4.